# Meščerové
Meščerové (rusky мещера́) byli příslušníci ugrofinského národa obývajícího ve středověku oblast v povodí řeky Oky, východně od Moskvy a západně od Mordvinců. Jejich hlavním městem byl Goroděc Meščerský ležící zhruba v místech současného Kasimova.
Podle archeologických nálezů, učiněných v roce 1870 nedaleko Jegorjevska, žily ugrofinské kmeny na tomto území již na počátku našeho letopočtu. Poprvé se o Meščerech zmiňuje v 6. století Jordanes, většina informací o nich pochází ze starých ruských kronik. Byli označováni jako „lesní lidé“, živili se převážně lovem, rybolovem a včelařením, byli zručnými výrobci lodí, kovotepci a tkalci. Vzhledem k neúrodné bažinaté půdě mělo zemědělství jen okrajový význam, hlavní plodinou bylo konopí. Vyznávali animismus, později pod ruskou nadvládou přešli na křesťanství, stejně jako jejich sousedé a příbuzní Muromové a Merjové. 
Většina Meščerů postupně splynula s okolním ruským a částečně i mordvinským obyvatelstvem. K meščerskému dědictví řadí odborníci řadu místních názvů, charakteristické kroje, převahu černovlasých typů i tzv. cokání (výslovnost hlásky c tam, kde spisovná ruština používá č) v řadě vesnic Penzenské, Tambovské a Rjazaňské oblasti. Za potomky východních Meščerů, kteří byli pod nadvládou Kazaňského chanátu a přijali islám, se považuje smíšené ugrofinsko-tatarské etnikum Mišerové. 
Oblast jihovýchodně od Moskvy se podle tohoto etnika nazývá Meščerská nížina.